# Barretthydrus geminatus
Barretthydrus geminatus är en skalbaggsart som beskrevs av Lea 1927. Barretthydrus geminatus ingår i släktet Barretthydrus och familjen dykare. Inga underarter finns listade i Catalogue of Life.